# Дзержинський Іван Іванович
Іва́н Іва́нович Дзержи́нський (рос. Иван Иванович Дзержинский; нар. 27 березня (9 квітня) 1909, Тамбов — пом. 18 січня 1978, Ленінград) — російський композитор. Заслужений діяч мистецтв РРФСР (1957). Саме цей композитор вважається творцем першої опери на радянський сюжет («Тихий Дон»), яку він створив ще у консерваторські роки.

## Біографічні дані
1932—1934 навчався в Ленінградській консерваторії.
1942 став членом КПРС.
1950 став лауреатом Сталінської премії.
Нагороджено орденами Леніна, Трудового Червоного Прапора.

## Творчість
Автор 10 опер, більшість яких створено за сюжетами радянських авторів. Серед опер:
- «Тихий Дон» (1935) за Михайлом Шолоховим. Поставлено, зокрема, в Києві, Харкові, Одесі, Дніпропетровську (1936).
- «Піднята цілина» (1937) за Михайлом Шолоховим
- «Князь-озеро» (1947) за Петром Вершигорою.
- «Далеко від Москви» (1954) за Василем Ажаєвим.

Автор романсів, музичних комедій, симфонічних творів, інструментальних п'єс, музики до театральних вистав і кінофільмів.